# Utetheisa separata
Utetheisa separata là một loài bướm đêm thuộc phân họ Arctiinae, họ Erebidae.